# Aliseo (torpediniera)
L'Aliseo è stata una torpediniera di scorta della Regia Marina.

## Storia
Moderna unità della classe Ciclone, concepita appositamente per la scorta dei convogli lungo le insidiate rotte per il Nordafrica, la torpediniera entrò in servizio a fine febbraio 1943, durante la fase conclusiva della guerra dei convogli per la Tunisia. L’Aliseo fu tra l'altro dotata di un radar di produzione tedesca, il «Fu.Mo. 31/42». Primo comandante della nave fu, dal febbraio all'aprile 1943, il capitano di corvetta Umberto Manacorda, rimpiazzato il 17 aprile 1943 dal capitano di fregata Carlo Fecia di Cossato, già asso dei sommergibili atlantici.
Il 22 luglio 1943 l’Aliseo lasciò Pozzuoli per scortare a Civitavecchia, insieme alla torpediniera tedesca TA 11 ed a due cacciasommergibili, i piroscafi Adernò e Colleville. Nella mattinata del 23 luglio il convoglio fu attaccato da aerei: uno dei velivoli nemici venne abbattuto ed uno della scorta italo-tedesca danneggiato e costretto all'ammaraggio, mentre l’Aliseo ebbe danni al ponte di coperta, un grave incendio in prossimità delle bombe di profondità e al timone a causa del mitragliamento. Fecia di Cossato decise di far proseguire il convoglio mentre con la propria nave rimorchiava verso la riva l'aereo ammarato e provvedeva alle riparazioni dei danni al timone; l’Aliseo si ricongiunse alle altre navi alle 17.30. Verso le 19.30, tuttavia, l’Adernò fu silurato dal sommergibile britannico Torbay e s'inabissò nel giro di alcuni minuti: l’Aliseo, dopo aver calato una motolancia per ripescare i naufraghi, effettuò per diverse ore infruttuosa caccia antisommergibile.
Il giorno della proclamazione dell'armistizio l’Aliseo era nella base di La Spezia: nel corso della giornata dell'8 settembre l'unità ed una nave gemella, l’Ardito, salparono dal porto ligure. Sull’Aliseo si erano imbarcati anche il comandante delle siluranti, ammiraglio Amedeo Nomis di Pollone, e l'ammiraglio Aimone di Savoia-Aosta. Le due unità si diressero a Bastia, dove giunsero in serata apprendendo la Proclamazione dell'armistizio. Il 9 settembre, mentre le truppe tedesche procedevano all'occupazione del porto corso, la nave riuscì ad uscirne, mentre l’Ardito rimase bloccato all'interno del porto e fu pesantemente danneggiato dal tiro delle batterie costiere, cadute in mano alla Wehrmacht, e di numerose unità tedesche. Fecia di Cossato, vedendo l'altra torpediniera in difficoltà, invertì la rotta ed affrontò undici imbarcazioni tedesche: i cacciasommergibili UJ 2203 ed UJ 2219, di scorta alle motozattere armate F 366, F 387, F 459, F 612 ed F 623, la motobarca della Luftwaffe FL B. 412 ed i piroscafi armati Humanitas e Sassari, italiani ma catturati dai tedeschi. La nave nell'azione era supportata anche da alcune batterie che erano state riconquistate dagli artiglieri italiani e dall'intervento, nella fase finale del combattimento, della corvetta Cormorano. L’Aliseo riuscì ad affondare sia i cacciasommergibili che le motozattere, mettendo inoltre fuori uso l’Humanitas ed il Sassari. Più precisamente l’Aliseo, ricevuto dal comandante del porto, dopo che questo era stato in buona parte riconquistato, l'ordine di attaccare e distruggere la flottiglia tedesca, aprì il fuoco alle 7.06 da circa 8300 metri, in risposta alle navi tedesche, che, UJ 2203 in testa, avevano già iniziato a sparare. Alle 7.30 l’Aliseo fu centrata da un proiettile da 88 mm in sala macchine restando temporaneamente immobilizzata, quindi, riparato il danno, diresse il tiro contro l’UJ 2203, che, devastato, saltò in aria alle 8.20; dieci minuti più tardi l’UJ 2219 ebbe analoga sorte e quindi furono affondate tre delle motozattere, mentre le rimanenti due motozattere furono mandate ad incagliarsi ed il battello della Luftwaffe venne affondato con il concorso della Cormorano, che frattanto era sopraggiunta. La vittoria riportata a Bastia fu tra le motivazioni del conferimento della Medaglia d'oro al valor militare a Fecia di Cossato.
Dopo il combattimento l’Aliseo, recuperati 25 naufraghi tedeschi, diresse insieme alla malridotta Ardito per Portoferraio (dove erano confluite numerose torpediniere, corvette ed unità minori ed ausiliarie provenienti dai porti del Tirreno), ove arrivò alle 17.58 del 9 settembre, sbarcando gli ammiragli Nomis di Pollone e Savoia-Aosta ed i naufraghi tedeschi. Nel mattino dell'11 settembre la nave lasciò Portoferraio insieme ad altre sei torpediniere (tra cui le gemelle Indomito, Animoso, Ardimentoso e Fortunale) e diresse per Palermo, porto controllato dagli Alleati, dove il gruppo arrivò alle dieci del mattino del 12 settembre. Le navi rimasero in rada dal 12 al 18 settembre, giorno in cui entrarono in porto e ricevettero acqua e provviste da parte degli statunitensi. Il 20 settembre 1943 la nave lasciò il porto siciliano insieme a svariate altre unità e si portò a Malta, dove consegnò parte dei viveri ricevuti alle altre navi italiane già giunte nell'isola. Il 5 ottobre l’Aliseo, le sue gemelle ed altre tre torpediniere lasciarono Malta e rientrarono in Italia.
La nave, con base a Taranto, operò anche durante la cobelligeranza (1943-1945) in missioni di scorta, restando al comando di Fecia di Cossato sino al giugno 1944, quando l'ufficiale fu dapprima sbarcato e posto agli arresti (in seguito al rifiuto di prestare giuramento al nuovo governo Bonomi) e quindi, liberato in seguito a tumulti scoppiati a bordo dell’Aliseo, fu messo in congedo (durante il quale si suicidò per denunciare la grave crisi dei valori nei quali aveva sempre creduto).
Comandanti
Capitano di corvetta Umberto Manacorda (nato a Roma il 26 ottobre 1913) (febbraio - 16 aprile 1943)
Capitano di fregata Carlo Fecia di Cossato (nato a Roma il 25 settembre 1908) (17 aprile - settembre 1943)

## Cessione
Dopo il termine del conflitto il trattato di pace assegnò l’Aliseo, così come la gemella Indomito, alla Jugoslavia, in conto riparazione danni di guerra. Con la sigla provvisoria Y9 la torpediniera venne consegnata agli jugoslavi il 3 maggio 1949 preceduta da qualche giorno dalla gemella Indomito consegnata il 28 aprile.
Ribattezzata Biokovo, la nave rimase in servizio attivo sotto la nuova bandiera fino al 6 aprile 1965 per essere poi radiata e demolita a partire dal 1971.

## Nome
Il nome "Aliseo" è stato in seguito assegnato nella Marina Militare a una fregata della classe Maestrale varata a Riva Trigoso il 29 ottobre 1982. Madrina del varo è stata la Signora Elena Marzoni Fecia di Cossato, nipote di Carlo Fecia di Cossato.